# Jopen

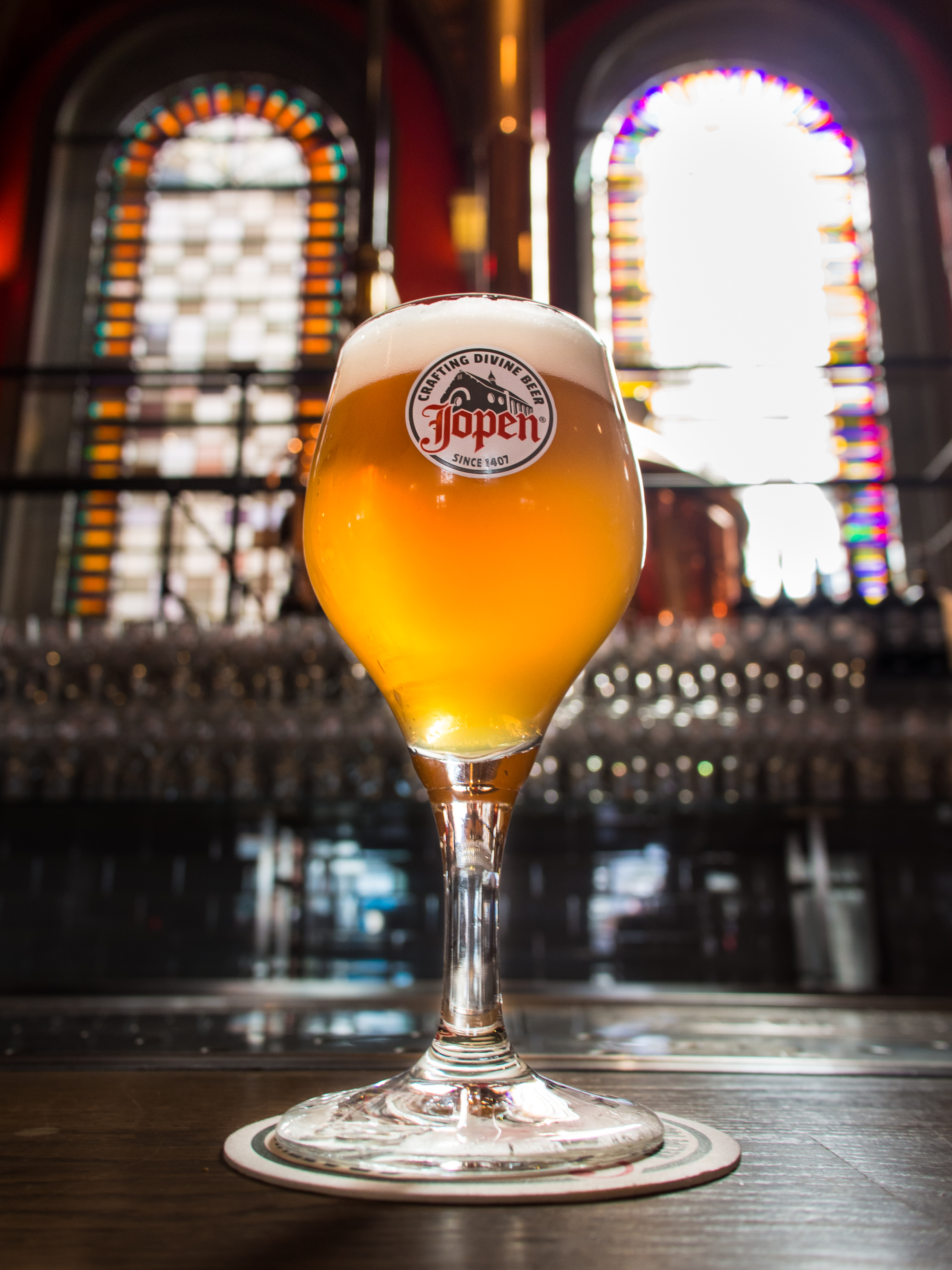
La Jopen Lentebier, "birra primaverile", è una birra con grado alcolemico 7%; prodotta dalla Jopen

Jopen (pronuncia olandese: [joːpə (n)]) è un birrificio di Haarlem, Paesi Bassi.
La birra Jopen è il risultato del lavoro collettivo dell'azienda Stichting Haarlems Biergenootschap, fondata nel 1992. La missione del fondatore fu quella di ricreare e commercializzare le tradizionali birre Haarlem. Negli archivi della città di Haarlem sono state trovate due ricette poi utilizzate come base di due campioni iniziali. La prima era una ricetta che risaliva al 1407; la riproduzione di questa ricetta venne chiamata Koyt, una birra gruit, una miscela di birre aromatizzate.
Nel dicembre 1996, la società commerciale Jopen BV acquistò le ricette. Il nome Jopen si riferisce ai barili di birra da 112 litri storicamente usati per trasportare la birra Haarlem.
Fino alla fine del 1996 la birra Jopen veniva prodotta nel birrificio Halve Maan di Hulst, successivamente venne prodotta nel birrificio La Trappe di Berkel-Enschot. Dal 2001, i marchi di birra Jopen sono stati prodotti a Ertvelde, in Belgio, nel birrificio Van Steenberge. L'attuale produttore della birra è Chris Wisse.
Alla fine del 2005, fu annunciato che il vecchio edificio Jacobskerk, situato nella zona di Raaks nel centro di Haarlem, sarebbe stato trasformato in un birrificio. L'11 novembre 2010, la "Jopenkerk", chiesa di Jopen, ha aperto le sue porte al pubblico. Oltre al birrificio ospita anche una caffetteria e un ristorante. Jopen ha vinto due medaglie d'argento al World Beer Championship 2008.

## Birre
- Jopen Hoppen (storica birra luppolata (ricetta del 1501), 6,8% ABV )
- Jopen Koyt (birra storica con Gruit (ricetta del 1407), 8,5% ABV)
- Adriaan (birra di frumento, 5,0% ABV)
- 4 Granen Bok ( calice autunnale composto da 4 tipi di grano, 6,5% ABV)
- Lentebier (birra primaverile, 7,0% ABV)
- Extra Stout (Stout, 5,5% ABV)
- Gerstebier (birra bionda, 4,5% ABV)
- Johannieter (Double bock, 9,0% ABV)
- Trinitas Tripel (Tripel, 9,0% ABV)
- Ongelovige Thomas (Quadrupel imperiale, 10,0% ABV)
- Jacobus RPA (Rye pale ale, 5,3% ABV)[3]